# Glischrochilus hortensis
Glischrochilus hortensis är en skalbaggsart som först beskrevs av Geoffroy 1785.  Glischrochilus hortensis ingår i släktet Glischrochilus, och familjen glansbaggar. Arten är reproducerande i Sverige.

## Källor

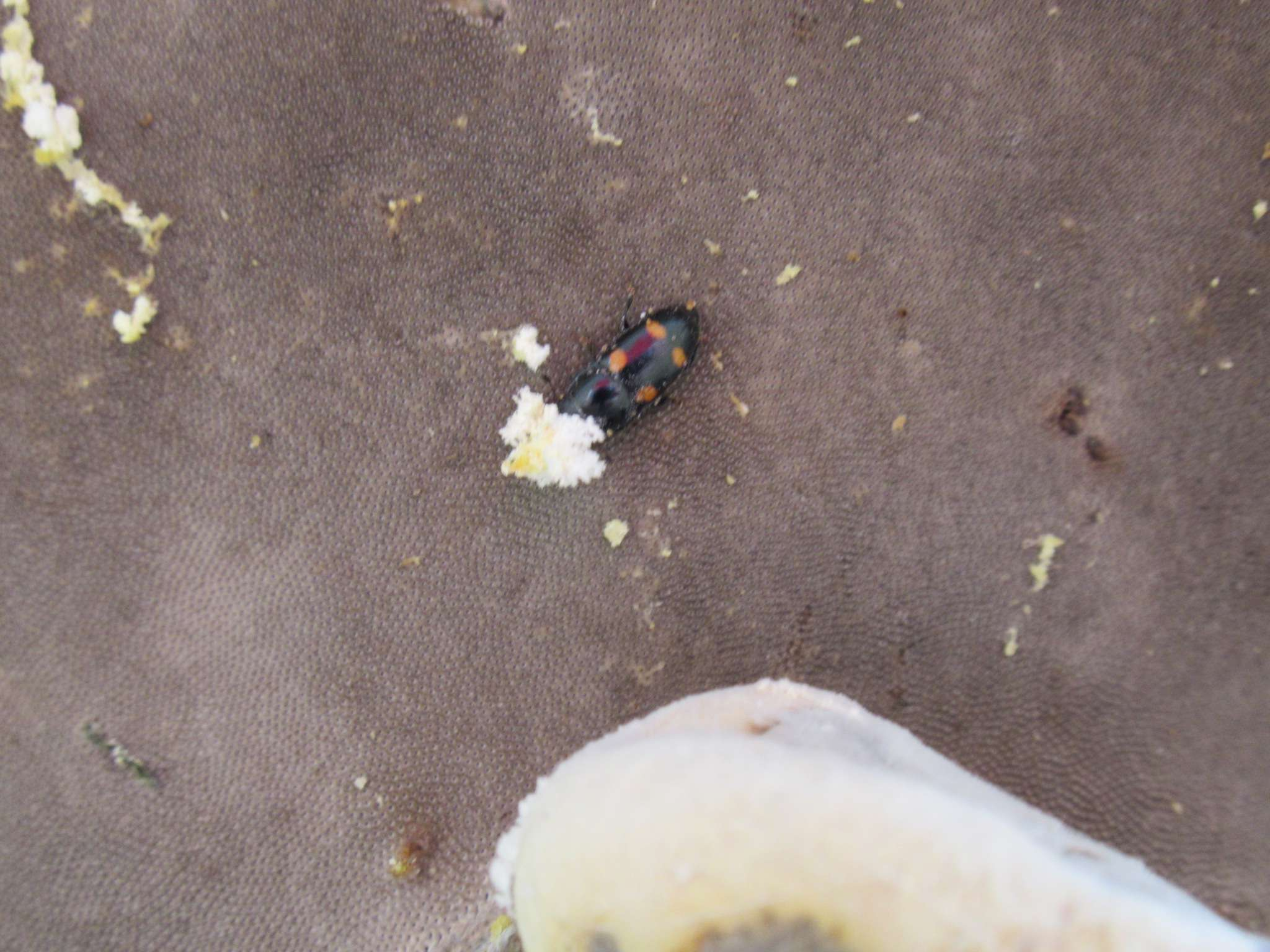
Glischrochilus hortensis som befinner sig under en fnössticka och drar på en bit oidentifierat växtmaterial

## Föda
Glischrochilus hortensis livnär sig främst på svampar, lavar, bark och ved som t.ex fnösksticka

## Bildgalleri

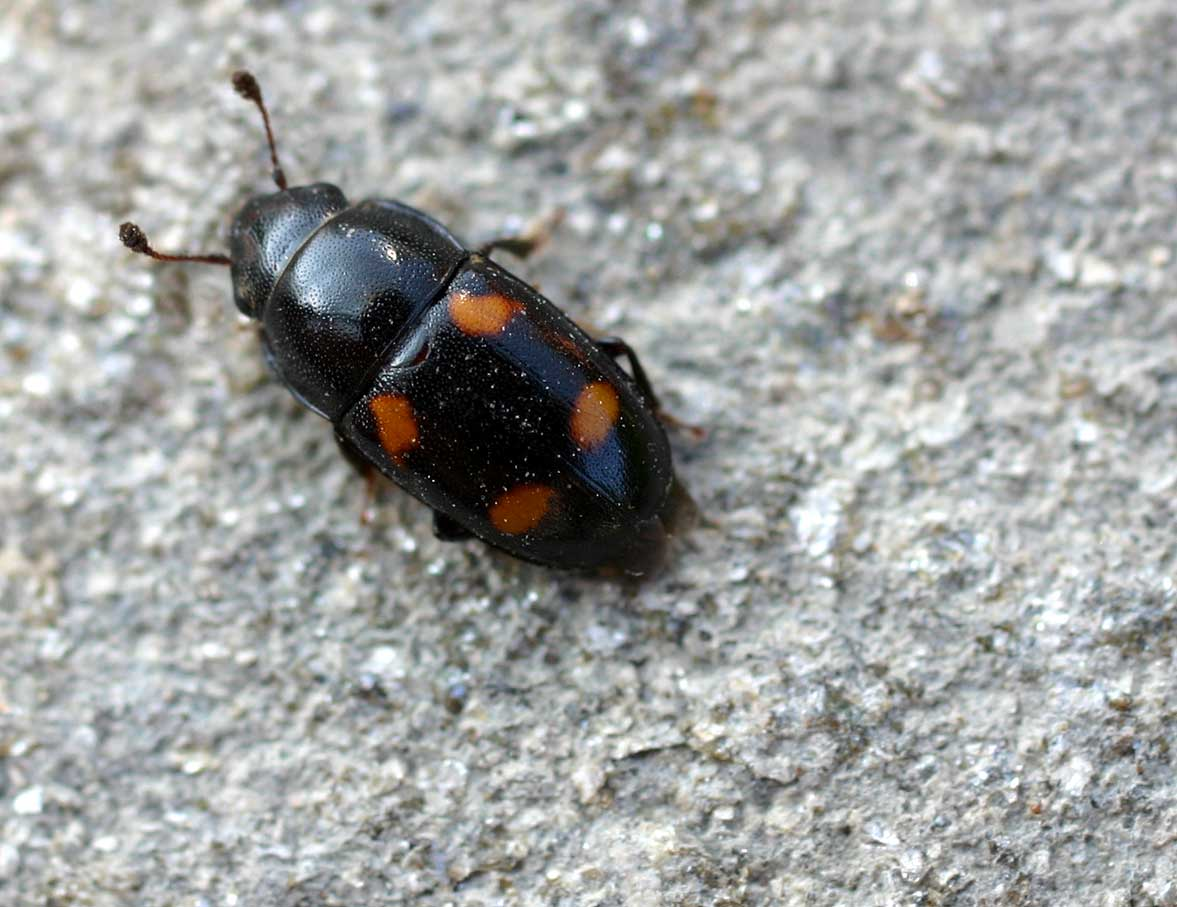

- Glischrochilus hortensis under en fnössticka